# Il signore di Ballantrae (miniserie televisiva)
Il signore di Ballantrae è uno sceneggiato televisivo prodotto dalla Rai, andato in onda nel 1979 la domenica in prima serata su Rete 1 in cinque puntate, diretto da Anton Giulio Majano, basato sull'omonimo romanzo di Robert Louis Stevenson.

## Trama

### Prima puntata
Scozia, prima metà del secolo XVIII. Nel castello dei Durrisdeer risiedono il vecchio Lord e i suoi due figli, James e Henry Durie. James è il figlio maggiore, e in quanto tale possiede il titolo di Master di Ballantrae, che lo designa come successore alla carica di Lord. Egli è estroverso e dotato di grande carisma, ma è anche di natura collerica, arrogante, beffardo e insolente, soprattutto nei confronti del fratello minore Henry. Costui, invece, è mite, e perciò succube e remissivo nei confronti di James, dal quale ha sempre subito angherie e scherzi. Nel castello vive anche una cugina dei Durie, Alison Graeme, orfana ed ereditiera di un grosso patrimonio, innamorata di James, il quale però preferisce sedurre ragazze nel villaggio vicino. Henry invece è segretamente innamorato di Alison, che però lo ignora.
La vita scorre tranquilla, quando improvvisamente al castello giunge la notizia di un’insurrezione: il principe Carlo Edoardo Stuart, sbarcato in Scozia, organizza un’armata per scendere fino a Londra e deporre il re Giorgio. James ed Henry, per una volta d’accordo, esortano il padre affinché egli li mandi a unirsi alle truppe del principe Carlo, ma il vecchio Lord decide di muoversi con prudenza: uno di loro si unirà al principe, l’altro andrà a Londra a giurare fedeltà al re. Siccome entrambi vorrebbero unirsi all’insurrezione, sarà la sorte a decidere; viene lanciata una moneta, che stabilisce che James si unirà al principe Carlo ed Henry invece andrà a Londra. All’esterno del castello la mossa viene giudicata come un tradimento da parte di Henry, essendo il popolo ignaro delle decisioni del Lord, e James si guarda bene dallo spiegare ai suoi sostenitori quale sia la realtà dei fatti, cogliendo questo evento come un’ulteriore occasione per denigrare Henry.  Dopo alcune vittorie, l’insurrezione fallisce con la sconfitta nella battaglia di Culloden; tra i superstiti che rientrano in Scozia non c’è James, che viene dato per morto. Henry assume quindi il titolo di Master, e chiede ad Alison di sposarlo; ella in un primo tempo rifiuta, ma quando viene a sapere che nel villaggio una donna ha avuto un figlio illegittimo da James, cambia idea e accetta.
Circa tre anni dopo, al castello giunge Efraim Mackellar, che assume il compito di amministratore della tenuta. Mackellar si dimostra un funzionario solerte ed efficiente, devoto a Henry, del quale col tempo diventerà amico e consigliere. Alison dà alla luce la figlia primogenita, Katherine, e nel castello pare ristabilirsi un certo equilibrio, ma un giorno arriva un certo colonnello Burke, il quale porta una notizia sconvolgente: James è vivo, dopo la sconfitta a Culloden è scappato in Francia; prova di ciò sono una serie di lettere, scritte da James a ognuno dei componenti della famiglia.

### Seconda puntata
Burke racconta ai familiari e a Mackellar la storia di James. Prima di giungere in Francia, a Parigi, James si unì a una banda di pirati che lo portarono negli Stati Uniti, dove riuscì a racimolare un discreto bottino, da lui sepolto in un luogo impervio nella Carolina del Nord, dopodiché, tornato in Europa, si stabilì nella capitale francese. La notizia sconvolge particolarmente Henry, in quanto mina la certezza di essere diventato il Master; inoltre nella lettera a lui destinata, oltre ad alcuni commenti sprezzanti, viene richiesta una somma di denaro. Henry decide di assecondare la richiesta, pur di non apparire avaro agli occhi del fratello; la somma non è in realtà necessaria, in quanto Burke confida a Mackellar che James riceve un sussidio come ex combattente. Poco tempo dopo giunge un’altra richiesta, seguita da altre, tutte puntualmente soddisfatte da Henry, fatto che porta la tenuta alle soglie della rovina. Le elargizioni vengono inoltre compiute in segreto, e l’estrema economia nelle spese domestiche che ne deriva fanno sì che Henry venga visto da tutti, Alison compresa, come una persona avara e gretta. Un giorno, però, Mackellar, non sopportando più la situazione, rivela tutto ad Alison, la quale cambia completamente atteggiamento verso il marito, e decide di rispondere lei a James, annunciandogli la fine delle elargizioni. Poco tempo dopo giunge un’altra lettera da James, nella quale egli spiega che il sussidio gli è stato tolto e annuncia la sua decisione di compiere un viaggio in India, chiedendo ancora denaro, ma ormai Henry e Alison sono inamovibili e rispondono ancora di no. Passa ancora un po’ di tempo e accade l’inevitabile: James si presenta al castello, chiedendo di essere chiamato “signor Bally”, in quanto ricercato dalle autorità inglesi che governano in Scozia. James, grazie al suo carisma, in breve ottiene nuovamente i favori da parte del vecchio padre e anche da parte di Alison e della figlia Katherine, dimostrando rispetto e amicizia verso Henry in pubblico, ma non mancando di provocarlo continuamente in privato. Henry patisce grandemente la situazione, essendo incapace di affrontare il fratello a causa della sua fragilità di carattere. James chiede al padre la somma che gli serve per andare in India, e Lord Durrisdeer decide di vendere parte della proprietà per accontentarlo.

### Terza puntata
Henry, grazie a Mackellar, viene a conoscenza del motivo per cui a James venne tolto il sussidio: egli è una spia a servizio degli inglesi, una lettera proveniente da Londra parrebbe confermarlo, ma James si difende dicendo che è semplicemente stato perdonato da re Giorgio, e ancora una volta il tentativo di Henry di screditarlo agli occhi del padre fallisce, anzi, questi è contento del fatto che James ora può mostrarsi in pubblico senza timore di essere arrestato. Una sera, durante una partita a carte, James provoca per l’ennesima volta il fratello, che a sua volta reagisce e lo colpisce in volto. I due si sfidano a duello, nel bosco, e Henry ferisce (apparentemente) a morte James. Henry, sconvolto, cade in uno stato di estrema prostrazione, tanto da mettere in pericolo la sua salute, sia fisica che mentale. Mackellar informa Lord Durrisdeer di ciò che è avvenuto, ed egli dispone di nascondere il cadavere di James, ma Mackellar, ritornato sul luogo del duello, scopre che è scomparso, forse preso da alcuni contrabbandieri che talvolta attraccano nella baia antistante al castello. Alison crede che nemmeno stavolta James sia morto ma che se ne sia andato, e così crede anche il padre, che ritiene questa essere la soluzione migliore da far credere alla gente per evitare qualsiasi scandalo.
Nei giorni successivi la salute di Henry peggiora, è costretto a letto in preda a delirio, ma dopo qualche tempo egli si ristabilisce. Durante la convalescenza concepisce un figlio e comunica la lieta notizia a suo padre, che però poco dopo ha un malore e muore; Henry diventa così il nuovo Lord Durrisdeer. Dopo aver assunto la carica, chiede di vedere la tomba del fratello, essendo ignaro del fatto che il suo corpo scomparve, e Mackellar lo informa, aggiungendo il fatto che la sparizione potrebbe significare che James sia ancora vivo. Alison dà alla luce un maschio, Alexander, l’erede di Henry; passano otto anni, un nuovo equilibrio pare essere giunto nel castello, e il giovane cresce bene ricevendo tutta l’attenzione possibile da parte del padre.

### Quarta puntata
Un giorno, senza preavviso, al castello si presenta James, in compagnia di un attendente indiano, Secundra Dass; James narra di essere stato in India per tutti gli otto anni dalla sua scomparsa, e ancora una volta chiede denaro. Alison, una volta appreso del suo ritorno, decide di partire per gli Stati Uniti, in quanto possiede una casa a New York, ma Henry glielo impedisce. Più tardi Mackellar riesce a convincerlo che questa è la soluzione migliore sia per lui che per la sua famiglia, così Henry acconsente. Si decide di partire di notte, di nascosto da James, e così accade. La mattina seguente, Mackellar informa James della partenza di Henry e della sua famiglia, e del fatto che egli sia stato nominato intendente; James avrà diritto a vitto e alloggio, ma non potrà ottenere denaro, e non potrà sapere dove sia andato Henry. James allora giura che inseguirà suo fratello ovunque egli andrà, in modo da ottenere soldi oppure vendetta. Un giorno, in cucina, durante una discussione, uno dei servitori incautamente rivela la destinazione di Henry e famiglia; Secundra Dass, lì presente, riferisce l’informazione a James che decide immediatamente di partire, e di ciò ne informa Mackellar, il quale decide di accompagnarlo nel viaggio.
A New York Henry è irrequieto e nervoso; Mackellar, una volta sbarcato, corre da lui, ma Henry è già stato informato dell’arrivo di suo fratello grazie a una lettera inviata dall’avvocato di famiglia. Mackellar riferisce l’intento finale di James: umiliare pubblicamente Henry.

### Quinta puntata
Henry organizza un ricevimento, con la presenza del Governatore e di sua moglie. James si presenta e tenta di screditare il fratello, affermando che Henry è un usurpatore e un ladro; Mackellar interviene raccontando con veemenza la realtà dei fatti. James si appella quindi al Governatore, ma questi si rammenta bene di un pirata scozzese, che giunse circa venti anni prima, e che non fu mai catturato dalle autorità inglesi, e lo congeda dicendogli che non riapre il caso solamente per rispetto verso la famiglia Durrisdeer. Henry, vincitore dello scontro, gli concede un sussidio, che James utilizza per affittare una baracca dove esercita il mestiere di sarto assieme al suo attendente indiano. Henry comincia a recarsi da lui tutte le mattine per osservarlo, compiacendosi della sua vittoria; un giorno James lo affronta, chiedendogli un ultimo favore: una somma di denaro per finanziare una spedizione per andare a riprendere il bottino da lui seppellito tanti anni prima. Henry rifiuta di dargli il denaro, ma convoca un certo capitano Harris, una persona losca, per istruirlo affinché si unisca a James nella spedizione, cosa che accade. Henry poi chiede al Governatore di unirsi a una spedizione che egli deve compiere in territorio indiano, non lontano dal luogo dove giace il bottino di James. Harris, due suoi uomini, James e Secundra si mettono in viaggio. La spedizione giunge nel luogo dove James seppellì il bottino; James decide di andarlo a cercare da solo, consapevole che Harris, una volta ritrovatolo, avrebbe ucciso sia lui che Secundra. Parte anche la spedizione del Governatore con Henry e Mackellar. Arrivata la notte, James esce dalla sua tenda senza farsi vedere, ma Harris e i suoi, poco dopo, se ne accorgono, lo vanno a cercare e lo catturano. Al mattino cominciano a interrogarlo, ma improvvisamente e inspiegabilmente James muore e viene seppellito. I quattro ripartono ma vengono attaccati dagli indiani che uccidono Harris e uno dei suoi; il secondo uomo fugge e Secundra torna indietro alla fossa dove giace James. L’uomo di Harris viene catturato dai soldati del Governatore; racconta cosa è successo, e Henry e Mackellar, guidati da lui, raggiungono Secundra presso la tomba di James. Secundra sta scavando per liberarlo, in quanto James non è realmente morto, ma è in uno stato di morte apparente autoindotta tramite una tecnica imparata in India. Secundra libera il volto di James e lo rianima, ma solamente per pochi istanti, in quanto egli è rimasto sepolto troppo a lungo; alla vista di James rianimato, però, il cuore di Henry cede e muore assieme al fratello. I due vengono sepolti in Scozia, l’uno accanto all’altro.